# Epilystoides integripennis
Epilystoides integripennis là một loài bọ cánh cứng trong họ Cerambycidae.